# OGN
OGN (anteriormente Ongamenet) é uma das duas companhias de televisão da Coreia do Sul (a outra sendo a MBCGame), que se especializaram em transmitir informações e partidas relacionadas a Video games, que incluem os jogos StarCraft (Ongamenet Starleague), Warcraft III, League of Legends, Heroes of the Storm, e outros. É uma subsidiária da On-Media, uma proprietária de diversos canais a cabo.
Concorre com a MBCGame.